# Glory hunter
 Der er for få eller ingen kildehenvisninger i denne artikel, hvilket er et problem. Du kan hjælpe ved at angive troværdige kilder til de påstande, som fremføres i artiklen.

Glory hunter er en betegnelse for folk som støtter en bestemt fodboldklub pga. dets størrelse, præstationer og/eller popularitet i medierne. Glory hunters lever sædvanligvis uden for den by, hvor den klub som han eller hun støtter kommer fra, og man kan som glory hunter faktisk bo i et helt andet land.
Glory hunting startede da fodbold begyndte at blive sendt i TV, da folk så kunne få attraktiv og seværdig fodbold spillet af hold overalt i verden, hjem i seeren uden den befandt sig i nærheden af begivenheden. Mange fans adopterer en 'sekundær klub' som normalt er en succesrig klub fra udlandet. F.eks har mange europæisk storklubber som Manchester United, Real Madrid og Barcelona FC en kæmpe fanbase pga. deres succes og berømmelse.